# 绥滨县种畜场
绥滨县种畜场是位于中华人民共和国黑龙江省鹤岗市绥滨县绥东镇东方村的一个国有农场，以绥东镇种畜场之名列为绥滨县的一个类似乡级单位。
2020年代初，绥滨县境内有九个乡镇、三个宝泉岭管理局管理的国有农场，以及四个类似乡级单位，种畜场是其中之一，又称绥东镇种畜场。它和县良种场是国有农场。日常事务中，绥滨县对良种场、种畜场的管理与普通乡镇不同。

## 行政区划
国家统计局网站，绥东镇种畜场下辖以下地区：
绥东镇种畜场虚拟生活区。